# Okay Bill
Okay Bill è un film del 1971 diretto da John G. Avildsen.